# Масажа каротидног синуса
Масажа каротидног синуса је неинвазивни дијагностички тест који се користи за откривање преосетљивости каротидног синуса и, у хитним случајевима, за дијагнозу или лечење пароксизмалне суправентрикуларне тахикардије.
Мање је ефикасан од фармацеутског лечења поремећаја срчаног ритма верапамилом или аденозином, али је и даље пожељна прва линија лечења код хемодинамски стабилних пацијента.

## Индикације
Главна индикација за масажу каротидног синуса је дијагноза тахиаритмија код којих је атријална активност или одсутна или присутна повремено или за разликовање суправентрикуларне тахикардије од вентрикуларне тахикардије
Масажа каротидног синуса је такође корисна код неких пацијената са нормалним откуцајима срца код повећаног тонус вагуса, када може нормализовати блок гране Хисовог снопа или локализовати место атриовентрикуларног блока типа I другог степена и може се користити за процену функције сталних пејсмејкера. 
Масажа каротидног синуса је такође важна дијагностичка процедура код пацијената код којих се сумња на преосетљивост каротидног синуса, и у истраживању необјашњивих падова и синкопе.

## Контраиндикације
Масажа каротидног синуса је контраиндикована код пацијената са оболелим каротидним артеријама (са познатом стенозом каротидне артерије) због ризика од цереброваскуларног инфаркта. 
Како у ретким случајевима, масажа каротидног синуса може изазвати и вентрикуларну тахикардију и то треба имати у виду.

## Примена
Масажа каротидног синуса је користан вагални маневар који може прекинути  изненадну тахиаритмију која може изазвати палпитације, нелагодност у грудима и диспнеју, директном стимулацијом каротидног барорецептора. 
Припрема
Да би се извршио маневар, прво се идентификује бифуркација заједничке каротидне артерије палпацијом врата бочно од трахеје. Затим треба потврдите одсуство болести каротидних артерија прегледом историје болести пацијента и искључити  стенозу каротидне артерије. Пре маневра може се додатно аускултирати каротидна регија, а монитор ритма (ако је доступан) пратититити срчани ритам.. 
Поступак
Масажа почиње благим притиском на бифуркацију заједничке каротидне артерије у трајању од 5 до 10 секунди, са пацијентом у лежећем положају. 
Током ових маневара треба снимати континуирано ЕКГ  јер одговор може помоћи у дијагнози, а промене могу бити суптилне (успоравање брзине или пролазни АВ блок). 
Како је успешност масаже каротидног синуса  10,5%, аом аритмија настави, требало би  размотрити примену интравенске терапује аденозином за прекид суправентрикуларну пароксизмалну тахикардију.